# Armin Helfer
Armin Helfer (* 31. května 1980 Brunico, Itálie) je bývalý profesionální italský hokejista. Hrál na postu pravého obránce, měří 191 cm a váží 88 kg.
Svoji kariéru zahájil v ročníku 1996/1997, kdy začal hrát za tým SG Brunico. Od sezóny 2001/2002 hrál za tým HC Milán. Kariéru ukončil po sezóně 2019/2020 v dresu HC Pustertal Wölfe, kde byl 7 sezón kapitánem. Od roku 1999 pravidelně reprezentoval Itálii na mezinárodních soutěžích. Hrál za ni i na ZOH 2006 v Turíně.